# Idiops bombayensis
Idiops bombayensis är en spindelart som beskrevs av Siliwal, Molur och Biswas 2005. Idiops bombayensis ingår i släktet Idiops och familjen Idiopidae. Inga underarter finns listade i Catalogue of Life.